# Powieść młodzieżowa
Powieść młodzieżowa – powieść, w której na plan pierwszy wysunięto problemy nastolatków. Fabuła rozgrywa się w świecie młodzieżowym: w szkole, na podwórku, w domu. Stylistyka tej powieści także często nawiązuje do gwary młodzieżowej. Zazwyczaj porusza problemy moralne, wybory, których dokonuje młody, wkraczający w dorosłość człowiek. Z reguły nacechowana jest dydaktyzmem i podsuwa gotowe rozwiązania. Z racji odmienności specyfiki płci, zwykło się odróżniać literaturę dla chłopców i dziewcząt.

## Polscy autorzy powieści młodzieżowej
- Adam Bahdaj – Telemach w dżinsach, Stawiam na Tolka Banana
- Zofia Chądzyńska – Życie za życie
- Joanna Chmielewska – Zwyczajne życie, Większy kawałek świata
- Marta Fox – Batoniki Always miękkie jak deszczówka, Magda.doc
- Małgorzata Musierowicz – Jeżycjada (zbiór powieści w tym: Szósta klepka, Kłamczucha, Kwiat kalafiora, Ida sierpniowa, Opium w rosole, Brulion Bebe B., Noelka, Pulpecja, Dziecko piątku, Nutria i Nerwus, Córka Robrojka, Imieniny, Tygrys i Róża, Kalamburka, Język Trolli, Żaba, Czarna polewka, Sprężyna, McDusia)
- Edmund Niziurski – Księga urwisów, Sposób na Alcybiadesa
- Marek Ołdakowski – Blesso, Adonis i inni
- Hanna Ożogowska – Tajemnica zielonej pieczęci, Za minutę pierwsza miłość
- Krystyna Siesicka – Beethoven i dżinsy, Fotoplastykon
- Halina Snopkiewicz – Słoneczniki, Tabliczka marzenia
- Beata Andrzejczuk – Pamiętnik nastolatki (seria)
- Ewa Nowak (pisarka) – Yellow bahama w prążki